# Episodi de La casa di carta: Corea
La prima stagione della serie televisiva La casa di carta: Corea, divisa in due parti e composta da dodici episodi, è stata pubblicata sul servizio streaming on demand Netflix. I primi 6 episodi sono stati pubblicati il 24 giugno e i restanti il 9 dicembre 2022.
| nº            | Titolo originale | Titolo italiano | Pubblicazione   |
| Prima parte   | Prima parte      | Prima parte     | Prima parte     |
| ------------- | ---------------- | --------------- | --------------- |
| 1             | 1화?             | Episodio 1      | 24 giugno 2022  |
| 2             | 2화?             | Episodio 2      | 24 giugno 2022  |
| 3             | 3화?             | Episodio 3      | 24 giugno 2022  |
| 4             | 4화?             | Episodio 4      | 24 giugno 2022  |
| 5             | 5화?             | Episodio 5      | 24 giugno 2022  |
| 6             | 6화?             | Episodio 6      | 24 giugno 2022  |
| Seconda parte |                  |                 |                 |
| 7             | 7화?             | Episodio 7      | 9 dicembre 2022 |
| 8             | 8화?             | Episodio 8      | 9 dicembre 2022 |
| 9             | 9화?             | Episodio 9      | 9 dicembre 2022 |
| 10            | 10화?            | Episodio 10     | 9 dicembre 2022 |
| 11            | 11화?            | Episodio 11     | 9 dicembre 2022 |
| 12            | 12화?            | Episodio 12     | 9 dicembre 2022 |

## Episodio 1

### Trama
La serie inizia con una giovane ragazza soldato nordcoreana, segretamente fan della band k-pop sudcoreana dei BTS, che racconta la sua vita prima della riunificazione della Corea del Nord e della Corea del Sud: la storia ha luogo nel 2025, in un futuro ipotetico in cui il confine nord-sud della penisola coreana viene aperto dando vita all'Area Economica Congiunta (AEC) per la crescita economica delle due Coree; tale unione permette a nordcoreani e sudcoreani di fare i pendolari tra i due paesi per lavoro e fa nascere una nuova valuta comune. Con la fine delle divisioni tra le due Coree, la ragazza soldato, così come molti nordcoreani, si trasferisce nel Sud per trovare lavoro, ma si rende presto conto che per chi viene dal Nord la vita non è affatto facile e così, dopo varie vicissitudini, finisce per fare la escort, giusto per tirare avanti. Dopo aver ucciso il suo protettore e i suoi scagnozzi che obbligavano le nordcoreane a prostituirsi, la ragazza si dedica fin da subito ad una vita criminale, derubando e uccidendo gli strozzini che estorcevano molti immigrati nordcoreani, diventando così una latitante a livello nazionale.
Un anno dopo, nel 2026, la ragazza è ancora ricercata e quando si trova in procinto di suicidarsi, viene fermata in tempo da un uomo che la avvicina e si presenta come il "Professore", il quale le propone di aiutarlo a commettere una rapina da 4.000 miliardi di won. La ragazza accetta, prendendo il nome in codice di Tokyo. Oltre a Tokyo vengono reclutati: Berlino, ex prigioniero di un campo di prigionia nordcoreano; Nairobi, nota truffatrice e falsaria; Mosca, ex detenuto e addetto agli scavi per la fuga; suo figlio Denver, ex lottatore clandestino; Rio, esperto hacker ed ex studente di medicina; i fratelli Oslo e Helsinki, ex membri di una banda criminale.
Dopo cinque mesi di preparazione al colpo, arriva il giorno della rapina, con la banda che prende possesso facilmente dell'edificio della Zecca dell'AEC posta al confine tra le due Coree, tenendo in ostaggio dipendenti e visitatori con l'intento di stampare banconote per un valore di 4.000 miliardi di won. I governi delle due Coree fanno fronte comune e schierano l'ispettrice nonché capo della squadra di negoziazione sudcoreana Seon Woo-jin e il capitano nordcoreano Cha Moo-hyuk; entrambi ricevono l'ordine di guidare in cooperazione un gruppo di agenti di polizia di entrambe le Coree per monitorare e diffondere la situazione degli ostaggi.
Tuttavia, l'ispettrice Woo-jin non sa che il Professore che ha ideato la rapina è proprio l'uomo con cui si frequenta da due mesi, tale Park Sun-ho, proprietario di un café dove lei va spesso a mangiare, luogo che in realtà funge da copertura per il suo centro di controllo della rapina alla Zecca.

## Episodio 2

### Trama
Nella tenda della polizia fuori dalla Zecca inizia la negoziazione tra ispettrice Woo-jin e il Professore per garantire la sicurezza degli ostaggi; la banda (Berlino a parte) promette di non ferire gli ostaggi fintanto che seguiranno gli ordini. Tra gli ostaggi vi sono il direttore della Zecca Cho Young-min, la sua amante e dipendente Yoon Mi-seon e la studentessa delle superiori Anne Kim, figlia dell'ambasciatore degli Stati Uniti, presente alla Zecca per via di una gita scolastica.
Young-min, il direttore della Zecca, chiede alla sua amante Mi-seon di aiutarlo a prendere il suo smartwatch dal suo ufficio per contattare la polizia, dal momento che i telefoni degli ostaggi sono stati confiscati. Mi-seon finge di essere incinta assecondando le bugie di Young-min e viene portata via da Denver in un'altra stanza, luogo da cui lei esce di soppiatto recuperando l'orologio, con Anne Kim che nel frattempo distrae Rio. Dopo alcuni tentativi di contattare il mondo esterno, lo smartwatch viene scoperto e Berlino, nonostante gli ordini del Professore, decide di voler giustiziare Mi-seon. Denver, su ordine di Berlino, si trova costretto a portarla in bagno per doverla giustiziare, sparando un colpo di pistola.

## Episodio 3

### Trama
Su richiesta di Mi-seon, Denver spara alla gamba della donna per inscenare la sua morte agli occhi di Berlino. Denver decide così di nascondere la donna e curarla in segreto, poiché gravemente ferita, nel seminterrato sotterraneo, con la collaborazione di Tokyo, la quale decide di spodestare Berlino dalla sua posizione di leader a causa della sua politica del terrore attuata verso gli ostaggi. Nel frattempo, gli altri ostaggi condannano il direttore Young-min per aver fatto morire Mi-seon al suo posto per egoismo; i dipendenti nordcoreani lo minacciano persino di ucciderlo se dovesse mai tentare di metterli di nuovo in pericolo.
Successivamente, Tokyo chiede l'aiuto di Nairobi e Rio (che nel frattempo sono stati identificati dalla polizia) per sottomettere Helsinki e Oslo e mettere sotto scacco Berlino nell'ufficio del direttore, dove i membri della rapina hanno un'accesa discussione sulla disobbedienza di Berlino. Durante la discussione, Mosca rimane scioccato nell'apprendere che Denver ha ucciso Mi-seon e, senza conoscere la verità, decide di uscire dal portone principale della Zecca per volersi consegnare alla polizia, disposto a prendersi la colpa per "l'omicidio" della donna, ma Denver riesce a raggiungerlo e fermarlo, dicendogli che è ancora viva.
Con i cecchini che all'esterno della Zecca stanno puntando padre e figlio, Berlino manda alcuni della banda e alcuni ostaggi con maschere e armi al seguito per scortare Mosca e Denver e confondere di conseguenza la polizia, ma il direttore Young-min cerca di minacciare Tokyo e gli altri, volendosi ribellare ai soprusi dei rapinatori. Avendo tutti le stesse tute e le stesse maschere e confondendo Young-min come uno dei rapitori che stava minacciando gli altri, l'ispettrice Woo-jin dà l'ordine ai cecchini di sparare all'uomo, non sapendo che fosse il direttore della Zecca.

## Episodio 4

### Trama
La polizia si rende conto che il tizio mascherato colpito al petto da un loro cecchino è il direttore della Zecca, Young-min, ora in fin di vita; per arginare la figuraccia, decide così di negoziare col Professore per inviare un'equipe medica dentro la Zecca per curare e salvare Young-min. Il colonnello nordcoreano Moo-hyuk, fingendosi un infermiere, entra nella Zecca con un chirurgo e altri due infermieri munito di una microcamera nascosta negli occhiali, in modo da riprendere tutto. Berlino però capisce subito che lui non è un vero medico, con Moo-hyuk che rivela così di essere un poliziotto inviato sul posto per garantire la sicurezza dei medici. Mentre avviene ciò, una squadra d'assalto della polizia (vestiti con le stesse tute e maschere della banda) si infiltra segretamente nella Zecca, con Moo-hyuk e i medici che cercano di far guadagnare tempo agli agenti durante l'intervento chirurgico, che va a buon fine. Il Professore, intuendo il bluff, ordina agli ostaggi e alla banda di indossare un'altra maschera (per differenziarsi dai poliziotti);  questo porta Moo-hyuk a ordinare alla squadra di interrompere la missione e ritirarsi non appena lui e i medici sono fuori dalla Zecca.
Denver e Tokyo sottraggono ai medici alcuni bisturi per consentire a Rio, che in precedenza aveva studiato alla facoltà di medicina, di estrarre il proiettile dalla gamba di Mi-seon e operarla. Tuttavia, Berlino scopre tutto e, dopo aver legato Tokyo e Rio, cerca di uccidere Mi-seon;  Denver si mette in mezzo per impedire ciò, mentre Nairobi arriva in tempo per fermare Berlino, che poco dopo viene legato come punizione per aver sfidato gli ordini del Professore. Mi-seon, ora del tutto guarita, si unisce agli ostaggi, che si stupiscono e si rallegrano nel vederla ancora viva. Nairobi e Tokyo prendono il comando della banda, cercando adesso di dare più libertà agli ostaggi sotto la loro supervisione e di non farli vivere nel terrore, come poco prima con Berlino.

## Episodio 5

### Trama
Park Chul-woo, un agente segreto facente parte della squadra d'assalto ritiratasi poco prima, si confonde come ostaggio dopo che non è riuscito a fuggire in tempo con gli altri agenti: egli si unisce con Young-min, Mi-seon e Anne Kim per escogitare un piano atto a salvare gli ostaggi e soggiogare i rapinatori.
L'ispettrice Woo-jin si rende gradualmente conto che il Professore non sia dentro la Zecca ma fuori, e che sta guidando la banda dall'esterno. La polizia risale all'auto usata dalla banda per il sopralluogo alla Zecca una settimana prima del colpo, che si trova adesso in uno sfasciacarrozze e in cui vi sono tutte le impronte dei membri della banda. Il Professore raggiunge il posto ed entra nell'auto, ma non potendo eliminare le prove per tempo, accende il motore e scappa intraprendendo un inseguimento con la polizia alle calcagna.
Nel frattempo l'infiltrato Chul-woo e il direttore Young-min rapiscono Denver per torturarlo e interrogarlo sull'identità del Professore e su dove si trovi, con Denver che venendo soffocato da loro si trova costretto a dover rivelare che Tokyo è il Professore. Chul-woo e Anne Kim successivamente fanno partire l'allarme anti-incendio come distrazione per i rapinatori, mentre Young-min si sfoga attuando la sua vendetta personale contro Denver (reo di averci provato, secondo lui, con la sua amante) pestandolo e cercando di ucciderlo, ma Mi-seon, che ora prova qualcosa per Denver, lo ferma e lo salva. Denver si riprende e si rende conto che con le sue parole ha messo in pericolo Tokyo che, proprio mentre Chul-woo sta per spararle, viene avvertita ad alta voce da lui che c'è un infiltrato. Uno sparo viene avvertito anche al di fuori della Zecca.

## Episodio 6

### Trama
Berlino si è liberato e spara all'agente Chul-woo, sorpreso giusto un attimo prima di poter colpire Tokyo. Dopo aver sentito lo sparo attraverso un'intercettazione telefonica, la polizia pensa che Chul-woo sia stato assassinato. Nel frattempo il Professore sfugge all'inseguimento della polizia facendo finire l'auto della banda in un fiume, bruciandone anche le prove.
L'ispettrice Woo-jin escogita un piano per utilizzare l'attenzione dei media e rivoltare l'opinione pubblica contro i rapinatori (ora tacciati di essere degli assassini), in modo da richiedere il rilascio della scolaresca presente alla Zecca: dopo aver negoziato col Professore, rientrato alla base, Woo-jin entra alla Zecca con una telecamera per filmare in diretta nazionale i volti e le condizioni degli ostaggi, in modo da rassicurare i loro cari. Berlino si mostra al pubblico senza maschera e rivela il suo vero nome, Song Jung-ho, radunando gli ostaggi e permettendo all'ispettrice di filmare i loro volti, mostrando alla fine che l'infiltrato Chul-woo è ancora vivo (egli infatti indossava un giubbotto antiproiettile). Il Professore, intuendo il piano della polizia, invia in forma anonima alla stampa filmati a circuito chiuso delle azioni di Chul-woo; Berlino fa la sua parte, rivolgendo l'opinione pubblica contro la polizia affermando che si sono serviti di Chul-woo per mettere in pericolo l'incolumità degli ostaggi e accusando la polizia di voler solo salvare Anne Kim (poiché figlia dell'ambasciatore USA) ma non gli altri. Berlino dichiara infine che la banda è lì solo per rubare e non per fare vittime, con Woo-jin che si vede costretta ad uscire dall'edificio con un nulla di fatto.
All'esterno, Moo-hyuk viene dimesso dal caso, con Woo-jin angosciata per il suo fallimento. La sera va ad un appuntamento con il Professore, con cui lei confida tutte le sue frustrazioni al lavoro; l'uomo si rende sempre più conto del suo amore per Woo-jin, con un senso di colpa in lui sempre più crescente per quello che sta facendo alle sue spalle. Successivamente lei va via dopo aver letto un messaggio segreto di Anne Kim scritto su un pezzo di banconota. Quando il Professore torna al suo bar, si trova faccia a faccia con Moo-hyuk, che da tempo sospetta di lui.